# Phytocoris osage
Phytocoris osage är en insektsart som beskrevs av Knight 1953. Phytocoris osage ingår i släktet Phytocoris och familjen ängsskinnbaggar. Inga underarter finns listade i Catalogue of Life.